# Ratufa macroura
Lo scoiattolo gigante dello Sri Lanka (Ratufa macroura Pennant, 1769) è un grosso scoiattolo arboricolo del genere Ratufa originario dell'ecozona orientale.

## Tassonomia
Attualmente, gli studiosi riconoscono tre sottospecie di scoiattolo gigante dello Sri Lanka:
- R. m. macroura Pennant, 1769 (Sri Lanka settentrionale);
- R. m. dandolena Thomas e Wroughton, 1915 (India meridionale);
- R. m. melanochra Thomas e Wroughton, 1915 (Sri Lanka meridionale).

## Descrizione
Il corpo dello scoiattolo gigante dello Sri Lanka è lungo 25–45 cm, e la coda 25–50 cm; pesa 1,5–3 kg. La specie è nota anche come scoiattolo gigante brizzolato per la colorazione grigio-marrone screziata di bianco della parte superiore della coda, che le dà appunto un colore brizzolato. La colorazione del resto del corpo varia da una zona all'altra dell'areale e può essere marrone, rossa, grigia o nera, ma quella della regione ventrale è sempre più chiara di quella dorsale. Questo agile arrampicatore trascorre quasi l'intera esistenza sugli alberi, e possiede una coda molto lunga per mantenere l'equilibrio, mani larghe per arrampicarsi e grandi artigli per fare maggiore presa sui rami. Le orecchie sono brevi e arrotondate, e talvolta presentano un ciuffo all'estremità.

## Distribuzione e habitat
R. macroura vive nello Sri Lanka e sui Ghati occidentali, in India meridionale.
Abita sugli alberi delle foreste secche subtropicali e tropicali.

## Biologia

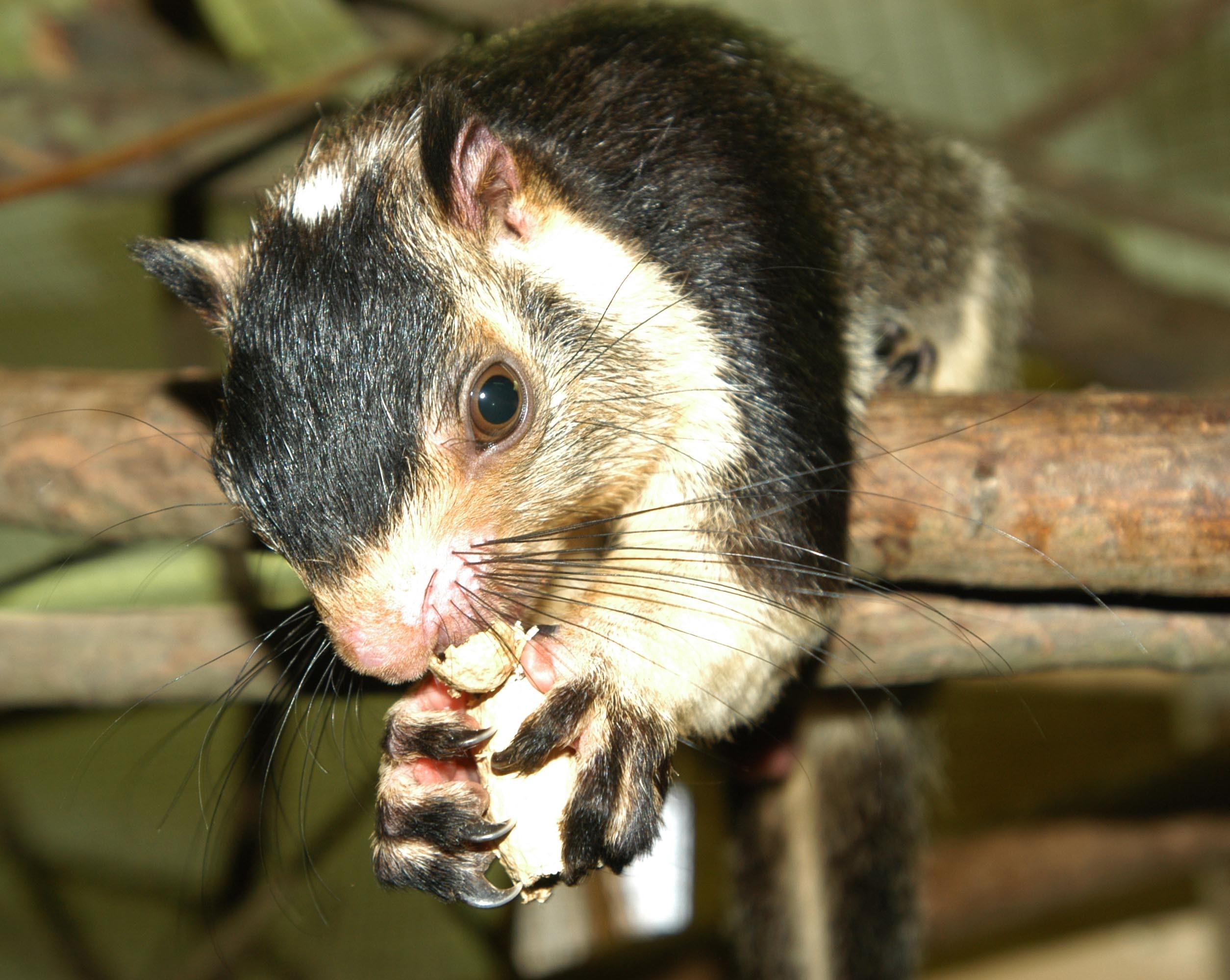
Ratufa macroura.

Dopo una gestazione di 28 giorni, lo scoiattolo gigante dello Sri Lanka dà alla luce uno o due piccoli in un grande nido costruito sulla cima degli alberi. La madre si prende cura di essi, prima che si allontanino dal gruppo familiare. Si ritiene che questa specie si riproduca più di una volta all'anno, ma questa ipotesi non è stata ancora confermata.
Lo scoiattolo gigante dello Sri Lanka è altamente territoriale e non appena un intruso penetra nel suo territorio inizia ad emettere rumorosi strilli. Vive generalmente da solo o, più raramente, in coppia. Quando si sente minacciato fugge via saltando da un ramo all'altro, effettuando balzi anche di sei metri, o si appiattisce contro un tronco, rimanendo perfettamente immobile. È un animale diurno e trascorre il giorno alla ricerca di frutta, noci, insetti, uova di uccelli e corteccia di alcuni alberi. Verso mezzogiorno, lo scoiattolo riposa; dorme a braccia e gambe divaricate su un ramo.

## Conservazione
Lo scoiattolo gigante dello Sri Lanka viene cacciato per la carne e la pelliccia dagli abitanti della foresta, e l'incremento demografico nell'area ha reso ancora più distruttiva questa pratica. Il degrado dell'habitat ha portato a un assottigliamento della volta della foresta, il che ha reso questo animale più vulnerabile agli attacchi dell'aquila nera e di altri predatori alati.
La IUCN inserisce R. macroura tra le specie prossime alla minaccia.